# RDFS
RDFS (англ. RDF Schema, «схема» RDF), также RDF/S, RDF-S, RDF(S) — набор классов и свойств для модели представления знаний RDF, составляющий основу для описания онтологий с использованием расширенного RDF-словаря для структуры RDF-ресурсов. RDFS использует кодирование в виде RDF, поэтому относящиеся к RDF триплеты могут храниться, обрабатываться и запрашиваться подобно описаниям RDF-ресурсов, например, с помощью SPARQL.
Первая версия была опубликована W3C в апреле 1998 года, а окончательная рекомендация — в феврале 2004 года. На 2014 существует рекомендация для RDF Schema версии 1.1. Многие компоненты RDF включены в более выразительный язык описания онтологий OWL.

## Основные конструкции
Конструкции RDFS построены на RDF-словаре и включаются в себя классы, свойства и вспомогательные свойства (utility properties). Таким образом, RDF может выразить отношения между классами (класс-подкласс) и свойствами (свойство-подсвойство), что в свою очередь позволяет составлять более гибкие запросы для извлечения информации.
В описаниях ниже RDF-триплет считается состоящим из ресурса-субъекта, ресурса-предиката и ресурса-объекта.

### Классы
- rdfs:Resource — класс, включающий все ресурсы, то есть, всё, что описывает RDF.
- rdfs:Class — описывает что ресурс является классом для других ресурсов. Определение может быть рекурсивным. Для отнесения ресурса к типу используется свойство rdf:type.

Другие классы из RDF и RDFS:
- rdfs:Literal — обозначает литерал, например, строку или целое число. Литералы могут быть простыми (plain) или иметь некоторый тип.
- rdfs:Datatype — класс типов данных. Является одновременно и подклассом rdfs:Class, и экземпляром из rdfs:Class. Каждый экземпляр класса rdfs:Datatype является подклассом rdfs:Literal.
- rdf:XMLLiteral — класс XML-литералов, является экземпляром rdfs:Datatype.
- rdf:Property — класс свойств.

### Свойства
Свойства описывают отношения между ресурсами-субъектами и ресурсами-объектами и являются экземплярами класса rdf:Property. При использовании в качестве предиката в триплете:
- rdfs:domain объявляет класс субъекта.
- rdfs:range объявляет класс или тип данных объекта.

Например, следующий набор RDF-триплетов характеризует ex:employer (работодатель) как связывающий отношением личность и организацию. Из такого набора с необходимостью следует, что ex:CompanyX является организацией, а ex:John — личностью, в смысле, который вкладывает в эти понятия FOAF:
```
  
ex:employer     rdfs:domain   foaf:Person

  
ex:employer     rdfs:range    foaf:Organization

  
ex:John         ex:employer   ex:CompanyX
```

- rdf:type декларирует принадлежность ресурса некоторому классу, то есть, тот факт, что ресурс является экземпляром класса. Обычно для этого свойства используется уточнённое имя (qname) «a»[6]
- rdfs:subClassOf — свойство, позволяющее описать иерархию классов.

В следующем примере утверждается, что «каждая личность является агентом» (в смысле FOAF):
```
 
foaf:Person    rdfs:subClassOf    foaf:Agent
```

Иерархия классов поддерживает наследование домена (domain) и множества значений (range) от класса к подклассу.
- rdfs:subPropertyOf — свойство, которое утверждает, что все ресурсы, связанные некоторым подсвойством (subproperty), связаны также и свойством.
- rdfs:label и rdfs:comment задают удобные для человека имя и описание ресурса.

### Вспомогательные свойства
К вспомогательным, то есть не имеющим семантики вывода в стандартной RDF Schema, относятся следующие экземпляры rdf:Property:
- rdfs:seeAlso указывает ресурс, который может служить источников дополнительной информации о ресурсе-субъекте.
- rdfs:isDefinedBy указывает на ресурс (например, RDF-словарь), который описывает ресурс-субъект.

Возможное использование этих свойств зависит от конкретных приложений, интерпретирующих RDFS. Например, ссылка на ресурсы может быть приведена на веб-странице, сгенерированной на основе RDF.